# Лезгинські гори
Лезги́нські го́ри (лезгин. Лезги сувар, рос. Лезгинские горы ) — гірський масив у східній частині Великого Кавказу, розташований переважно на південному сході Республіки Дагестан (Росія) та частково на півночі Азербайджану. Названий на честь корінного народу цієї території — лезгинів.Найбільша висота — 4466 м (г. Базардюзю).

## Географія
Лезгинські гори простягаються вздовж південного схилу Великого Кавказу, на північ від долини річки Самур. Річки, що протікають через Кубинську провінцію, беруть початок у Лезгинських горах і всі впадають у Каспійське море, а саме: Самур, Кузар-чай, Кудиял, Ак-чай, Кара-чай, Галаджик, Валвеле-чай, Шабран, Деві-чай, Гелген-чай, Атак-чай і Чекал-чай.
Найвища точка — Базардюзю (4466 м, на кордоні з Азербайджаном). Має культове значення — Шалбурз (4142 м), 

## Гідрографія
Основна річка — Самур, яка бере початок у горах та впадає в Каспійське море. Водойми використовуються для зрошення, питного водопостачання та енергетики.

## Населення
Основне населення — лезгини, населені пункти переважно розташовані в ущелинах і на гірських терасах.

## Культурне значення
У самісінькому серці Лезгинських гір розташована фортеця, зведена в місці злиття вічно ревучих річок Самур і Ахти-чай. Її побудували за наказом царя в ті часи, коли тривало завоювання Дагестану. Наїб Імама Шаміля — Даніялбек Ілісуйський — застерігав лезгинів та інших дагестанських горців від загрози з боку росіян і закликав до останнього захищати свої кордони, не допускаючи російські війська в Лезгинські гори.
Регіон має велике культурно-історичне значення. Тут знаходяться святі місця, стародавні мечеті, фортифікаційні споруди, що є свідченням давньої історії та духовного життя гірських народів.
Особливе значення має гора Шалбурз, яка вважається священною серед місцевого населення. На її схилах розташоване святе місце — Зиярат Шейха Сулеймана. Це святиня, де, за переказами, спочивають останки відомого лезгинського духовного лідера — Шейха Сулеймана, родом із села Лґар.
На його могильному камені викарбувано напис:т«Сулейман, син Шамхура і Хазат». Усипальницю було відреставровано та оздоблено мармуром; над нею встановлено куполоподібний склеп, а підлогу всередині викладено килимами. Щороку до зиярату приходять паломники, щоб вшанувати пам’ять шейха, подякувати за його газават в ім’я народу та релігії, звернутися з молитвою (дуа) до Всевишнього.
Священні місця, як це, відіграють важливу роль у збереженні духовної традиції лезгинів і є центрами паломництва та культурної ідентичності.